# Shameless – Szégyentelenek
A Shameless – Szégyentelenek (eredeti cím: Shameless) 2011 és 2021 között futott amerikai televíziós sorozat, amelyet Paul Abbott alkotott. A sorozat főszereplője William H. Macy.

## Tartalom
Chicago déli részén él a Gallagher család, akik mindent megtesznek az életben maradásért. Nekik valóban a lét a tét, a betevő falatra valót is csak úgy tudják beszerezni, ha lopott újságokban lévő kuponokat váltanak be. A család tagjai már megszokták ezt a fajta életmódot, ezért számukra már természetes a szegénység. A család feje Frank Gallagher, aki már évek óta keményen iszik, mindenféle segélyt igénybe vesz, még az olyanokat is, amikre nem jogosult, de még így sem elég a pénze, folyamatosan tartozik a kocsmában. Pedig ő aztán tényleg nem költ másra, csak az italra, de a gyerekei már ezt is elfogadták. Úgy vannak vele, hogy ha éjszakára nem jön haza az apjuk, akkor biztos megint valamelyik bokorban alszik, vagy majd megint a rendőrök hozzák haza. Emiatt Frank gyerekei önfenntartó életet igyekeznek kialakítani.
Frank Gallaghernek hat gyereke van, akiket egyedül nevel, mert a felesége már nincs velük. Frank amiatt lett alkoholista, mert nem tudta felvenni a tempót és pánikba esett amikor egyedül maradt a kölykökkel. Fiona az elsőszülött próbál gondoskodni a testvéreiről, ezért mindent meg is tesz értük. Lip színjeles tanuló, nagyon okos, abból él, hogy korrepetálni jár és mások helyett írja meg a vizsgákat. Ian szorgalmas, lelkiismeretes és lelkes, páratlan munkamorállal rendelkezik. Nem mellesleg meleg. (A többiek heterók.) Ejtőernyős katona szeretne lenni, ennek érdekében sokat gyakorol. Carl imádja az állatokat, sok kóbor jószágot vitt már haza. Debbie áldott jó lélek, egy kis angyal. Egész évben pénzt gyűjt a rászorulóknak, aminek egy részét aztán át is szokta adni. Liam a legkisebb gyermek, aki nem sokban hasonlít a család többi tagjára, mivel fekete. Nagyon hasonlít Frank egyik anonim alkoholista segítőjére, akivel a felesége bizalmas viszonyt ápolt.
A család nagyon jóban van Veronicaval és pasijával, akik a szomszédban laknak, ezért gyakran átjárnak egymáshoz. Ők sem gazdagok, ezért a Gallagher családdal karöltve mindenféle csínytevés árán próbálnak életben maradni.
A Gallagher család mottója: "Lehet, hogy nem vagyunk valami jól eleresztve, azonban mindannyian ismerjük az élet igazi értelmét: tudjuk, hogyan kell egy jó nagyot bulizni".

## Szereplők
| Szereplő                     | Színész                                      | Évadok      | Magyar hang                                           |
| ---------------------------- | -------------------------------------------- | ----------- | ----------------------------------------------------- |
| Frank Gallagher              | William H. Macy                              | 1–11.       | Harsányi Gábor                                        |
| Fiona Gallagher              | Emmy Rossum                                  | 1–9.        | Gubás Gabi                                            |
| Steve Wilton / Jimmy Lishman | Justin Chatwin                               | 1–5.        | Dányi Krisztián                                       |
| Carl Gallagher               | Ethan Cutkosky                               | 1–11.       | Killin Bertalan (1-5. évad) Bogdán Gergő (6. évadtól) |
| Veronica Fisher              | Shanola Hampton                              | 1–11.       | Peller Anna                                           |
| Kevin "Kev" Ball             | Steve Howey                                  | 1–11.       | Dolmány Attila                                        |
| Debbie Gallagher             | Emma Kenney                                  | 1–11.       | Pekár Adrienn                                         |
| Frances "Franny" Gallagher   | Paris Newton & Presley Schrader              | 6-11.       |                                                       |
| Philip "Lip" Gallagher       | Jeremy Allen White                           | 1–11.       | Molnár Levente                                        |
| Ian Gallagher                | Cameron Monaghan                             | 1–11.       | Penke Bence                                           |
| Margaret "Peggy" Gallagher   | Louise Fletcher                              | 1-2.        | Pásztor Erzsi                                         |
| Karen Jackson                | Laura Slade Wiggins                          | 1–3.        | Haffner Anikó                                         |
| Sheila Jackson               | Joan Cusack                                  | 1–5.        | Vándor Éva                                            |
| Eddie Jackson                | Joel Murray                                  | 1.          | Csuja Imre                                            |
| Mickey Milkovich             | Noel Fisher                                  | 1–7., 9–11. | Czető Roland                                          |
| Mandy Milkovich              | Emma Greenwell                               | 1–6.        | Lamboni Anna                                          |
| Jody Silverman               | Zach McGowan                                 | 2–3.        | Juhász Zoltán                                         |
| Mike Pratt                   | Jake McDorman                                | 3-4.        | Horváth-Töreki Gergely                                |
| Sammi Slott                  | Emily Bergl                                  | 4–5.        | Hámori Eszter                                         |
| Svetlana Yevgenivna          | Isidora Goreshter                            | 3–8.        | Gáspár Kata                                           |
| Ford Kellogg                 | Richard Flood                                | 8–9.        | TBA                                                   |
| Liam Gallagher               | Christian Isaiah                             | 1–11.       | TBA                                                   |
| Derek Delgado                | Luca Oriel (5-6. évad) Damien Diaz (8. évad) | 5-6., 8.    |                                                       |
| Tami Tamietti                | Kate Miner                                   | 9–11.       | TBA                                                   |